# Olympische Winterspiele 1976/Teilnehmer (Tschechoslowakei)
| Gelbes Symbol für Goldmedaillen mit stilisierten Olympischen Ringen | Graues Symbol für Silbermedaillen mit stilisierten Olympischen Ringen | Braundes Symbol für Bronzemedaillen mit stilisierten Olympischen Ringen |
| ------------------------------------------------------------------- | --------------------------------------------------------------------- | ----------------------------------------------------------------------- |
| —                                                                   | 1                                                                     | —                                                                       |

Die Tschechoslowakei nahm an den Olympischen Winterspielen 1976 in Innsbruck mit einer Delegation von 58 (47 Männer, 11 Frauen) Athleten teil. Der Eishockeyspieler Oldřich Machač wurde als Fahnenträger für die Eröffnungsfeier ausgewählt.

## Teilnehmer nach Sportarten

### Ski Alpin
| Damen: - Jana Gantnerová-Šoltýsová Abfahrt: 33. Platz – 1:55,02 min Riesenslalom: 25. Platz – 1:34,00 min Slalom: DNF - Dagmar Kuzmanová Abfahrt: 32. Platz – 1:54,81 min Riesenslalom: 9. Platz – 1:30,69 min Slalom: 9. Platz – 1:35,70 min | Herren: - Miloslav Sochor Abfahrt: 40. Platz – 1:53,48 min Riesenslalom: 11. Platz – 3:33,53 min Slalom: 14. Platz – 2:09,61 min - Bohumír Zeman Abfahrt: 33. Platz – 1:51,27 min Riesenslalom: 23. Platz – 3:37,56 min Slalom: DNF |

### Bob
Zweierbob:
- Jiří Paulát/Václav Sůva
17. Platz – 3:51,71 min

### Biathlon
Herren:
- Antonín Kříž
20 km: 17. Platz – 1:21:11,36 h; 4 Fehler
4 × 7,5 km Staffel: 9. Platz – 2:09:06,63 h; 4 Fehler
- Josef Malínský
20 km: 44. Platz – 1:28:09,18 h; 9 Fehler
- Zdeněk Pavlíček
4 × 7,5 km Staffel: 9. Platz – 2:09:06,63 h; 4 Fehler
- Miroslav Soviš
4 × 7,5 km Staffel: 9. Platz – 2:09:06,63 h; 4 Fehler
- Ladislav Žižka
20 km: 24. Platz – 1:23:09,03 h; 4 Fehler
4 × 7,5 km Staffel: 9. Platz – 2:09:06,63 h; 4 Fehler

### Eishockey
Herren: 
| - Josef Augusta - Jiří Bubla - Milan Chalupa - Jiří Crha - Miroslav Dvořák - Bohuslav Ebermann - Ivan Hlinka - Jiří Holeček - Jiří Holík - Milan Kajkl | - Oldřich Machač - Vladimír Martinec - Eduard Novák - Jiří Novák - Milan Nový - František Pospíšil - Jaroslav Pouzar - Bohuslav Šťastný - Pavol Svitana |

### Eiskunstlauf
| Damen: - Eva Ďurišinová 19. Platz | Herren: - Zdeněk Pazdírek 12. Platz | Paare: - Ingrid Spieglová/Alan Spiegl 13. Platz | Eistanz: - Eva Peštová/Jiří Pokorný 11. Platz |

### Rodeln
| Damen: - Dana Beldová-Spálenská 10. Platz – 2:53,206 min | Herren: - Stanislav Ptáčník 14. Platz – 3:34,838 min - Vladimír Resl 23. Platz – 3:40,235 min - Jindřich Zeman 18. Platz – 3:36,167 min | Doppelsitzer: - Vladimír Resl/Jindřich Zeman 6. Platz – 1:26,826 min |

### Ski Nordisch

#### Langlauf
| Damen: - Alena Bartošová 10 km: 35. Platz – 34:18,73 min 4 × 10 km Staffel: 6. Platz – 1:11:27,83 h - Miroslava Jaškovská 5 km: 23. Platz – 17:26,48 min - Anna Pasiarová 5 km: 15. Platz – 16:54,98 min 10 km: 13. Platz – 31:44,97 min 4 × 10 km Staffel: 6. Platz – 1:11:27,83 h - Blanka Paulů 5 km: 10. Platz – 16:41,65 min 10 km: 17. Platz – 32:06,54 min 4 × 10 km Staffel: 6. Platz – 1:11:27,83 h - Gabriela Sekajová 5 km: 13. Platz – 16:53,22 min 10 km: 19. Platz – 32:28,76 min 4 × 10 km Staffel: 6. Platz – 1:11:27,83 h | Herren: - Jiří Beran 30 km: 45. Platz – 1:38:39,61 h 50 km: 15. Platz – 2:44:51,80 h 4 × 10 km Staffel: 10. Platz – 2:12:49,99 h - Jan Fajstavr 15 km: 35. Platz – 47:25,77 min 50 km: 17. Platz – 2:45:19,91 h - Stanislav Henych 15 km: 46. Platz – 48:31,23 min 50 km: 30. Platz – 2:48:00,27 h 4 × 10 km Staffel: 10. Platz – 2:12:49,99 h - Milan Jarý 15 km: 39. Platz – 47:50,01 min 30 km: 26. Platz – 1:35:52,55 h 50 km: 14. Platz – 2:44:51,16 h 4 × 10 km Staffel: 10. Platz – 2:12:49,99 h - Ján Michalko 30 km: 46. Platz – 1:38:40,28 h - František Šimon 15 km: 34. Platz – 47:24,90 min 30 km: 44. Platz – 1:38:34,16 h 4 × 10 km Staffel: 10. Platz – 2:12:49,99 h |

#### Skispringen
Herren:
- Jaroslav Balcar
Normalschanze: 4. Platz – 239,6 Punkte
Großschanze: 14. Platz – 194,6 Punkte
- Jindřich Balcar
Großschanze: 27. Platz – 178,1 Punkte
- Ivo Felix
Normalschanze: 26. Platz – 212,7 Punkte
- Rudolf Höhnl
Normalschanze: 16. Platz – 224,0 Punkte
Großschanze: 34. Platz – 175,1 Punkte
- Karel Kodejška
Normalschanze: 18. Platz – 222,5 Punkte
Großschanze: 31. Platz – 175,8 Punkte

#### Nordische Kombination
Herren:
- Josef Pospíšil
Einzel (Normalschanze/15 km): 12. Platz
- František Zeman
Einzel (Normalschanze/15 km): 15. Platz